# Formica brunneonitida
Formica brunneonitida é uma espécie de formiga do gênero Formica, pertencente à subfamília Formicinae.